# 고재현 (연출가)
고재현은 대한민국의 텔레비전 드라마 연출감독이다.

## 드라마
- 2012년  JTBC 월화 미니시리즈  《신드롬》 ... 공동연출
- 2017년  OCN 주말 미니시리즈   《블랙》 ... 공동연출
- 2018년  OCN 주말 미니시리즈   《플레이어》 ... 연출
- 2020년  MBC 월화 미니시리즈   《저녁 같이 드실래요?》 ... 공동연출
- 2022년  KBS2 월화 미니시리즈  《미남당》 ... 연출